# 天主教欣延加教區
天主教欣延加教區 （拉丁語：Dioecesis Shinyangaënsis）是坦桑尼亞一個羅馬天主教教區，位於欣延加區東部。屬姆萬扎總教區。
1950年6月24日設立宗座代牧區，1953年3月25日升為教區。
2010年有696,000名教友（佔轄區總人口30.5%）、廿六個堂區、五十九名司鐸。現任教區主教為里贝拉图斯•桑古。